# Dick Morrissey
Richard Edwin "Dick" Morrissey (Horley, 9 mei 1940 - Deal, 8 november 2000) was een Britse jazzmuzikant (saxofoon, klarinet, fluit).

## Carrière
Morrissey was als houtblazer autodidact. Hij begon op 16-jarige leeftijd als klarinettist in de Original Climax Jazz Band, voordat hij wisselde naar de tenorsaxofoon en professioneel speelde in bands van Harry South en Peter King. Vanaf 1961 leidde hij een kwartet. In 1966 begeleidde hij Jimmy Witherspoon, Sonny Stitt, Jack McDuff en J.J. Johnson bij concerten in Londen. In 1969 formeerde hij de jazzrock-band If, die zowel in Europa alsook in de Verenigde Staten succesvol was. Bovendien werkte hij voor Herbie Mann en de Average White Band. Midden jaren 1970 verhuisde hij naar New York, waar hij samen met de gitarist Jim Mullen de tot 1985 bestaande funkband Morrissey-Mullen formeerde. Verder werkte hij voor Dusty Springfield, Alan Price en Paul McCartney. Ook werkte hij mee bij opnamen en tournees van Rolf Ericson, Alexis Korner (The Party Album), Georgie Fame, Brian Auger, Pete York, Klaus Doldinger, Gary Numan, Phil Carmen, Shakatak, Peter Gabriel, Jon Anderson, Chris Beckers, Demis Roussos, Jon & Vangelis en Vangelis. Zo speelde hij de saxofoonsolo in de Vangelis-compositie Love Theme voor de film Blade Runner. Na zijn terugkeer naar Europa speelde hij regelmatig met Charlie Antolini, Mike Carr, Bob Hall, Ian Stewart en Charlie Watts (in de band Rocket 88), voordat een zware kanker hem dwong om zich terug te trekken.

## Overlijden
Dick Morrissey overleed in november 2000 op 60-jarige leeftijd.
- Biblioteca Nacional de España: XX1041256
- Bibliothèque nationale de France: cb139361296 (data)
- Gemeinsame Normdatei: 129060933
- International Standard Name Identifier: 0000 0000 8368 2676
- Library of Congress Control Number: n93094994
- MusicBrainz: d620596b-f7a8-42e6-be28-af5c2b974ee5
- Nationale Bibliotheek van Tsjechië: xx0125144
- Virtual International Authority File: 29721764
- WorldCat: E39PBJd8bQwJBFjPQPtGw6MkjC